# Мајнерзен
Мајнерзен (њем. Meinersen) општина је у њемачкој савезној држави Доња Саксонија. Једно је од 41 општинског средишта округа Гифхорн. Према процјени из 2010. у општини је живјело 8.273 становника. Посједује регионалну шифру (AGS) 3151017.

## Географски и демографски подаци
Мајнерзен се налази у савезној држави Доња Саксонија у округу Гифхорн. Општина се налази на надморској висини од 52 метра. Површина општине износи 53,8 km². У самом мјесту је, према процјени из 2010. године, живјело 8.273 становника. Просјечна густина становништва износи 154 становника/km².